# Camponotus armeniacus
Camponotus armeniacus  (лат.) — вид муравьёв рода кампонотус (Camponotus) (подрод Myrmosericus) из подсемейства формицины (Formicinae).

## Распространение
Армения, Иран, Турция.

## Описание
Тело буровато-чёрное. Грудь выпуклая. Нижний край клипеуса с выступающей лопастью, но без вырезки. Проподеум угловатый. Брюшко с шелковистым прилегающим опушением. Вид был впервые описан в 1967 году советским  мирмекологом Константином Владимировичем Арнольди как подвид Camponotus micans subsp. armeniacus Arnol'di, 1967.